# Poppenhof (Wüstung)
Poppenhof (auch Waldhof, Schwanbergerhof, Viehhof genannt; mainfränkisch: Bobbahejfägga) ist eine Wüstung auf dem Gemeindegebiet der Stadt Iphofen im unterfränkischen Landkreis Kitzingen. Sie lag in der Gemarkung Iphofen.

## Geografische Lage
Die Wüstung liegt in den Ausläufern des Steigerwalds auf einer Höhe von etwa 303 m ü. NHN, relativ zentral auf der Gemarkung Iphofens Die Stelle ist heute von Wald bedeckt und liegt inmitten des Iphöfer Stadtwaldes. In der Nähe verlaufen einige Quellbäche des Wehrbaches. Im Norden führt die Kreisstraße KT 19, hier Birklinger Straße genannt, am ehemaligen Hof vorbei. Im Osten befindet sich der Iphofer Gemeindeteil Birklingen, südlich beginnt die Gemeinde Markt Einersheim. Westlich liegt der Ort Iphofen.

## Geschichte
Der Ortsname des Hofes wechselte häufig. Allerdings setzte sich die Benennung nach dem ersten Pächter, dem Ehepaar Popp, weitgehend durch. Zeitweise wurde der Hof auch „Walthof“, also Hof im Wald, genannt. Ein einziges Mal tauchte die Bezeichnung Vieh-Hof in den Quellen auf. Die Anlage besaß wohl auch einige Nutztiere. Die Lage am Fuße des Schwanbergs im Steigerwald führte auch zur zeitweisen Benennung nach dem Berg.
Erstmals erwähnt wurde der Poppenhof im Jahr 1697 als „(...) new aufgerichtete(r) Baurenhof“. Die Stadt Iphofen verpachtete den Hof an Beständer, erster Pächter war Johann Popp, nach dem der Hof auch benannt wurde. Im Jahr 1714 wurde Popp von einer Schneckenplage heimgesucht und musste bei der Stadt um Nachlass des Pachtgeldes bitten. Am 3. Januar 1728 kam der Hof auf drei Jahre an das Ehepaar Georg und Margaretha Popp.
Nach 1803 erschien der Poppenhof wiederum in den Quellen. Bis 1813 war Christoph Brückner Beständer des Hofes, danach bis 1815 Anton Arnold. Ihm folgte bis 1836 Adam Buchard nach, der den Hof an seinen Sohn Georg Buchard vermachte. 1843 übernahm der Gastwirt Andreas Guckenberger den Hof, bewirtschaftete ihn allerdings nicht selbst. Auf dem Hof saß nun der Sackbauer Anton Stöcker aus Hohlweiler, der die Felder bestellte.
Mit dem Gemeindeedikt (frühes 19. Jahrhundert) wurde Poppenhof dem Steuerdistrikt Iphofen und der Munizipalgemeinde Iphofen zugeordnet.
1847 brannte der Hof nieder und wurde von der Stadt nicht wieder aufgebaut. Im Jahr 1867 bestätigte sich die Vermutung, dass der Hof Brandstiftung zum Opfer gefallen war. Ein Scheinfelder Bürger beichtete beim Pfarrer die Tat.

### Einwohnerentwicklung
| Jahr      | 001818 | 001836 | 001840 | 001861 |
| Einwohner | 30     | 5      | 8      | *      |
| Häuser    | 4      | 1      | 1      |        |
| Quelle    | [ 5 ]  | [ 8 ]  | [ 9 ]  | [ 10 ] |

## Religion
Poppenhof war römisch-katholisch geprägt und nach St. Vitus (Iphofen) gepfarrt.